# Macreuse de Sibérie
Melanitta stejnegeri
Espèce
Statut de conservation UICN

 LC  : Préoccupation mineure
La Macreuse de Sibérie (Melanitta stejnegeri) est une espèce de canards plongeurs marins de la famille des Anatidae.

## Répartition
Cet oiseau se rencontre en Chine, en Corée du Nord, en Corée du Sud, au Japon et en Russie.

## Classification
Le nom valide complet (avec auteur) de ce taxon est Melanitta stejnegeri (Ridgway, 1887).
L'espèce a été initialement classée dans le genre Oidemia sous le protonyme Oidemia stejnegeri Ridgway, 1887.
Ce taxon porte en français le nom vernaculaire ou normalisé suivant : Macreuse de Sibérie.
Melanitta stejnegeri a pour synonymes :
- Melanitta deglandi stejnegeri (Ridgway, 1887)
- Melanitta fusca parte
- Melanitta fusca stejnegeri (Ridgway, 1887)
- Oidemia stejnegeri Ridgway, 1887